# NGC 1511
NGC 1511 è una galassia a spirale situata nella costellazione dell'Idra Maschio, a una distanza di circa 64 milioni di anni luce dalla nostra Via Lattea.

## Scoperta
La galassia è stata scoperta il 2 novembre 1834 dall'astronomo britannico John Herschel.

## Descrizione
NGC 1511 presenta una larga riga a 21 cm dell'idrogeno neutro.
Nella galassia sono presenti regioni di idrogeno ionizzato.
NGC 1511 è stata utilizzata da Gérard de Vaucouleurs come esempio del tipo morfologico "SB(s)dm: pec sp" nel suo atlante delle galassie.

## Supernova
Il 16 agosto 1935, all'intero di NGC 1511 è stata scoperta la supernova SN 1935C dall'astronoma statunitense Emily Hughes Boyce. Non è stato possibile stabilire a quale tipologia appartenesse la supernova.

## Gruppo di NGC 1511

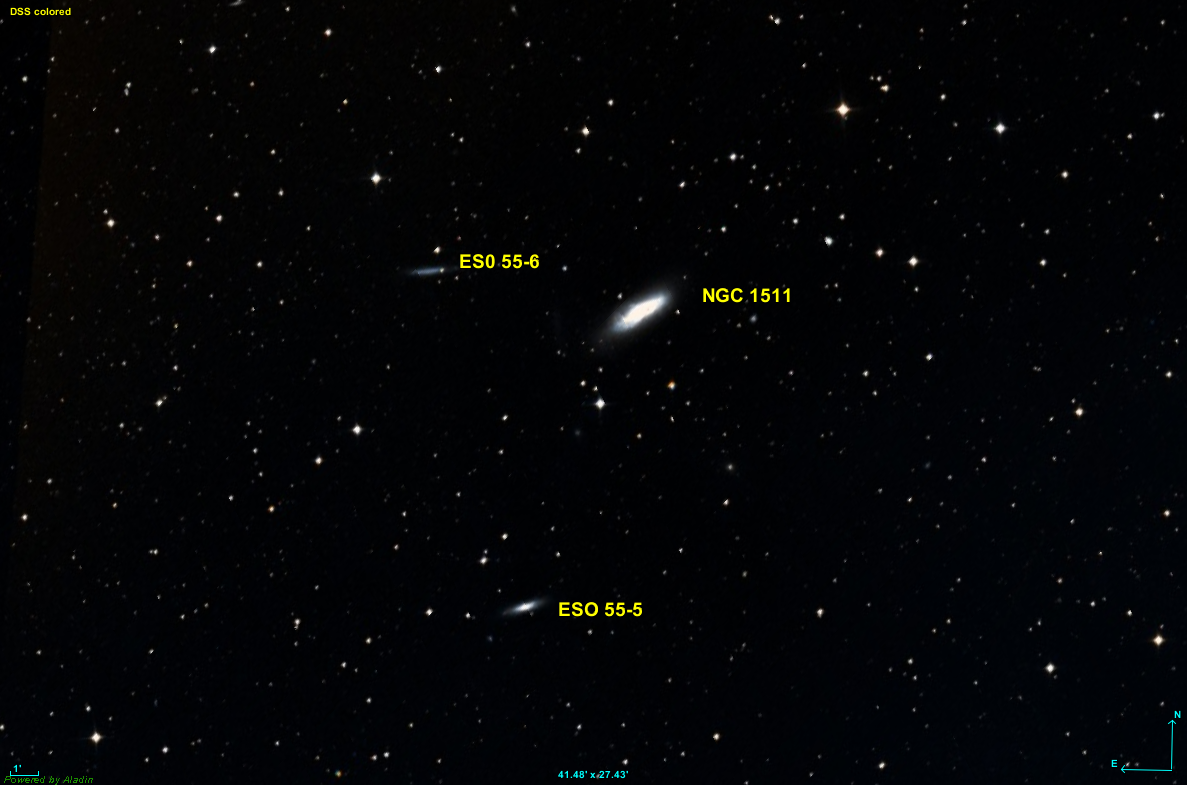
Il tripletto di galassie di NGC 1511.

NGC 1511 è la più vasta e la più luminosa del Gruppo di NGC 1511, un raggruppamento di galassie composto da tre membri NGC 1487, NGC 1511 e NGC 1511A (PGC 14255).
NGC 1511 si trova nella stessa regione di cielo di NGC 1511A (ESO 55-5) e NGC 1511B (ESO 55-6). La loro distanza dalla Via Lattea è compresa tra 59 e 61 milioni di anni luce, per cui è ragionevole pensare che esse formino un tripletto di galassie. Sembrerebbe quindi che Garcia abbia dimenticato di includere NGC 1511B nella sua descrizione.